# Omar Abu Risza
Omar Abu Risza (ur. 10 kwietnia 1910, zm. 15 lipca 1990) – syryjski poeta, działacz kulturalny, dyplomata. 
Studia ukończył w Bejrucie na Uniwersytecie Amerykańskim. Następnie wyjechał do Anglii do Manchesteru, gdzie podjął pracę w przemyśle tekstylnym. Będąc w Anglii pogłębiał swoją wiedzę z literatury angielskiej szczególnie interesowała go twórczość Williama Szekspira, Percy'ego Bysshe Shelleya, Roberta Browninga. 
Po powrocie do Syrii w swej twórczości przedstawiał motywy walki narodowowyzwoleńczej, która skierowana była przeciwko kolonializmowi. 

## Twórczość
- Szi'r (Poezja) – 1948